# Шайхутдинов, Еренгаип Маликович
Еренгаип Маликович Шайхутдинов (10 мая 1933, село Октябрьское, Жамбылский район, Северо-Казахстанская область — 8 августа 2021) — советский и казахский учёный, общественно-политический деятель. доктор химических наук (1975), профессор (1976). академик НАН РК (с 1994). заслуженный деятель науки Казахской ССР (1991).

## Биография
Родился 10 мая 1933 года в селе Октябрь Жамбылского района Северо-Казахстанской области.
В 1956 году окончил Московский институт тонкой химической технологии им. М. В. Ломоносова и аспирантуру при нём в 1962 году.
Умер 8 августа 2021 года.

## Трудовая деятельность
- 1956—1958 гг. — Начальник смены Карагандинского завода синтетического каучука
- 1958—1963 гг. — Старший лаборант комплексной лаборатории Московский технологический университет (МИТХТ)
- 1963—1978 гг. — старший преподаватель, доцент, заведующий кафедрой Казахского государственного университета
- 1978—1992 гг. — Проректор по учебной работе Казахского политехнического института
- 1992—2000 гг. — Ректор Казахский национальный технический университет имени К. И. Сатпаева
- 2001—2021 гг. — советник ректора
- 2001—2002 гг. — Ректор Казахстанско-российского института
- 2003—2021 гг. — Председатель Алматинского городского совета ветеранов

## Выборные должности, депутатство
- 1999—2003 гг. — Депутат Алматинского городского маслихата

## Научные, литературные труды
- Книги «Простые виниловые эфиры в радикальной полимеризации» (1985), «Новое о полимерах и их применении» (1988), «Физико-химические и биокибернетические аспекты онкогенеза» (1991), «Виниланетиловые производные пиперидина и полимеры на их основе» (1991), «Основы химии высокомолекулярных соединений» (1995);
- Более 600 научных публикаций и изобретений.

## Учёное звание
- 1975 — доктор химических наук тема диссертации: «Исследование в области радикальной сополимеризации простых виниловых эфиров с некоторыми винильными мономерами»
- 1976 — профессор
- С 1994 — академик НАН РК
- С 1995 — Академик Академии наук высшей школы Республики Казахстан и Международной академии наук высшей школы
- С 1998 — Академик Международной инженерной академии и инженерной академии Республики Казахстан
- С 2002 — профессор Казахского государственного университета

## Награды
- 1970 — Медаль «В ознаменование 100-летия со дня рождения Владимира Ильича Ленина»
- Медаль «Ветеран труда»
- почётный грамота Верховный Совет Казахской ССР
- нагрудным знаком Министерства высшего и среднего специального образования СССР «За отличные успехи в работе»
- 1991 — присвоено почётное звание «Заслуженный деятель науки Казахской ССР»
- 1997 — «Человек успеха за 1997 г.» Международного библиографического центра (Кембридж, Великобритания)
- 1998 — Медаль «Астана»
- 1998 — Орден Курмет
- 2001 — Медаль «10 лет независимости Республики Казахстан»[3]
- 2004 — Орден Парасат
- 2008 — Орден Российская академия наук[4]
- 2011 — Орден «Барыс» III степени[5][6][7]
- Медаль им. И. Алтынсарина
- 2014 — Орден им. Ахмета Байтурсунова
- Почётный работник образования Республики Казахстан
- Отличник образования Республики Казахстан